# Wendische Kirche (Calau)

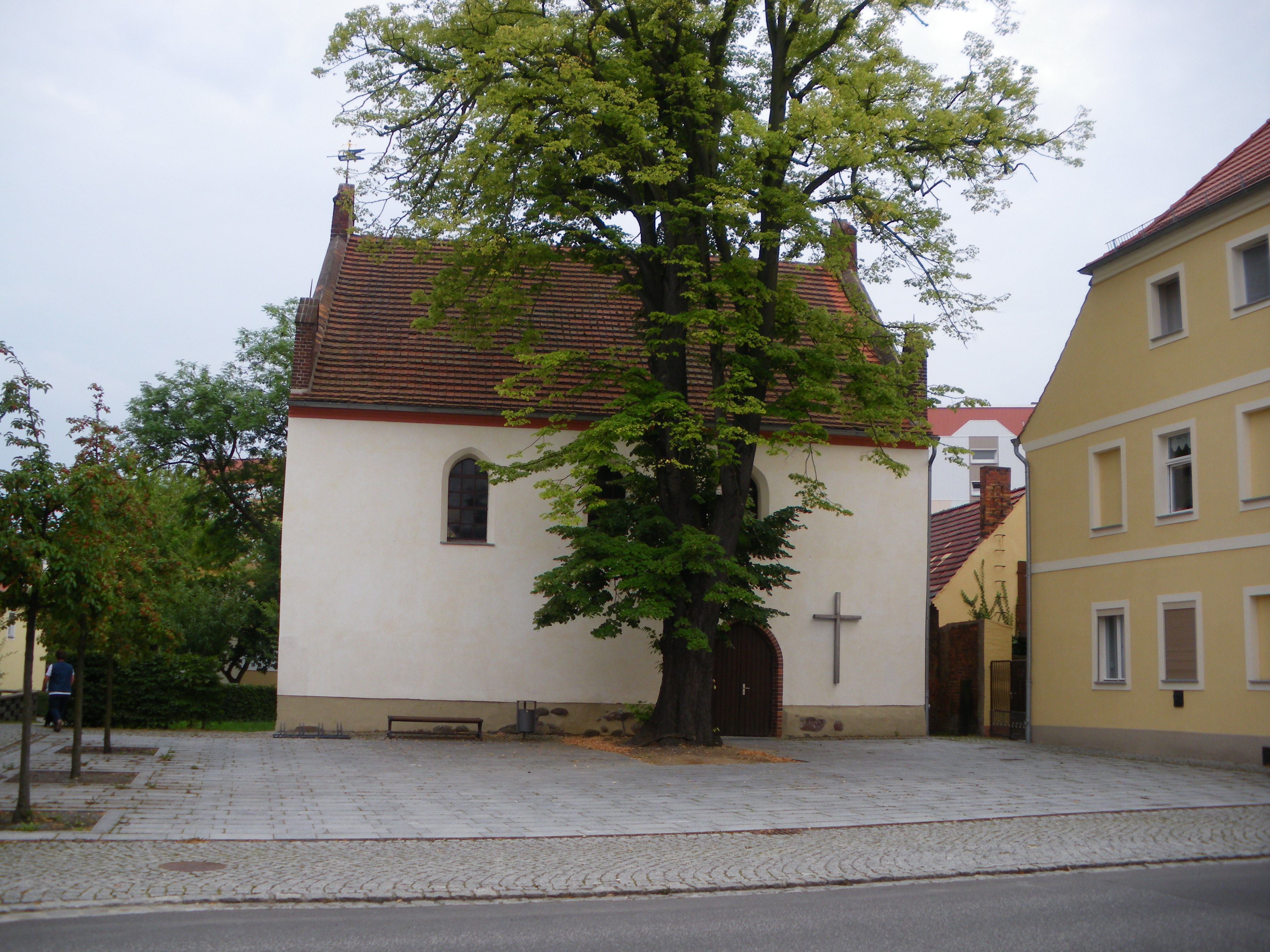
Wendische Kirche (2009)

Die Wendische Kirche bzw. Landkirche Calau ist ein Kirchengebäude in der Stadt Calau im Landkreis Oberspreewald-Lausitz in Brandenburg. Sie gehört heute zur Kirchengemeinde Calau im Kirchenkreis Niederlausitz der Evangelischen Kirche Berlin-Brandenburg-schlesische Oberlausitz und ist ein eingetragenes Baudenkmal in der Denkmalliste des Landes Brandenburg.

## Geschichte und Architektur
Die Wendische Landkirchengemeinde Calau wurde vermutlich im 15. Jahrhundert für die sorbischen Einwohner der Calauer Umlandgemeinden gegründet. Das Kirchengebäude wurde ebenfalls in dieser Zeit gebaut und ist seit spätestens 1520 urkundlich belegt. Im Dreißigjährigen Krieg wurde die Kirche um das Jahr 1635 niedergebrannt, der mehrere Phasen andauernde Wiederaufbau wurde 1666 fertig gestellt. 1875 wurde das Gebäude erneut umgebaut und erhielt seine neugotischen Giebel. Bis Ende des 19. Jahrhunderts wurde in der Landkirche auch in niedersorbischer Sprache gepredigt. Ab Herbst 1966 erfolgte eine umfangreiche Sanierung des Gebäudes, seit 1984 wird die Kirche von der Calauer Kirchengemeinde als Winterkirche genutzt.
Die Landkirche ist ein gotischer Feldsteinbau, lediglich die Nordwand ist verputzt. Das Gebäude hat hohe Spitzbogenfenster mit geputzten Gewänden, an der Südwand sind die Fenster kleiner, im Untergeschoss befindet sich ein kleines spitzbogiges Portal mit gemauerter Rahmung. Ein weiterer Eingang in der Westwand wurde zugemauert. Die 1875 angefügten Giebel sind aus Ziegeln gefertigt. Im Innenraum hat die Wendische Kirche eine flache Decke und eine Chorempore. Die Seitenemporen wurden 1966 entfernt.

## Ausstattung
Bei der Sanierung der Wendischen Kirche im Jahr 1966 wurde fast die gesamte ursprüngliche Ausstattung ersetzt, Altar, Taufbecken und Gestühl wurden nach dem Umbau neu beschafft. Die Mosesfigur aus dem 17. Jahrhundert stammt aus der durch den Braunkohletagebau Seese-West devastierten Dorfkirche Vorberg. Die Orgel wurde um 1860 von Conrad Geißler gebaut und hat sechs Register auf einem Manual und dem Pedal.